# Graun (Kurtatsch)
Graun ist eine rund 800 m hoch gelegene Fraktion der Gemeinde Kurtatsch in Südtirol. Das etwa 250 Einwohner zählende Dorf befindet sich ca. 1,5 Kilometer nördlich vom Hauptort Kurtatsch (5 Kilometer Straßenverbindung). Graun liegt auf einem terrassenförmigen Hochplateau rund 600 Meter oberhalb der Sohle des Etschtals bzw. Unterlands, zu dem es ostseitig steil abfällt. Der westlich hinter dem Ort ansteigende Mendelkamm erreicht bei Graun knapp 2000 m Höhe.
Der Ort ist ländlich geprägt, es werden Wein und Obst angebaut. In Graun gibt es eine Grundschule für die deutsche Sprachgruppe.

## Geschichte
Die Ersterwähnung Grauns findet sich im mittelalterlichen Vigiliusbrief in der Form Corone.
Im Jahr 1279 ist mit einem gewissen Reinhold von Graun (Renoldus de Curŏn) ein früher Einwohner der Örtlichkeit in einer Urkunde des Bozner Heiliggeistspitals namentlich genannt.

## Sehenswürdigkeiten

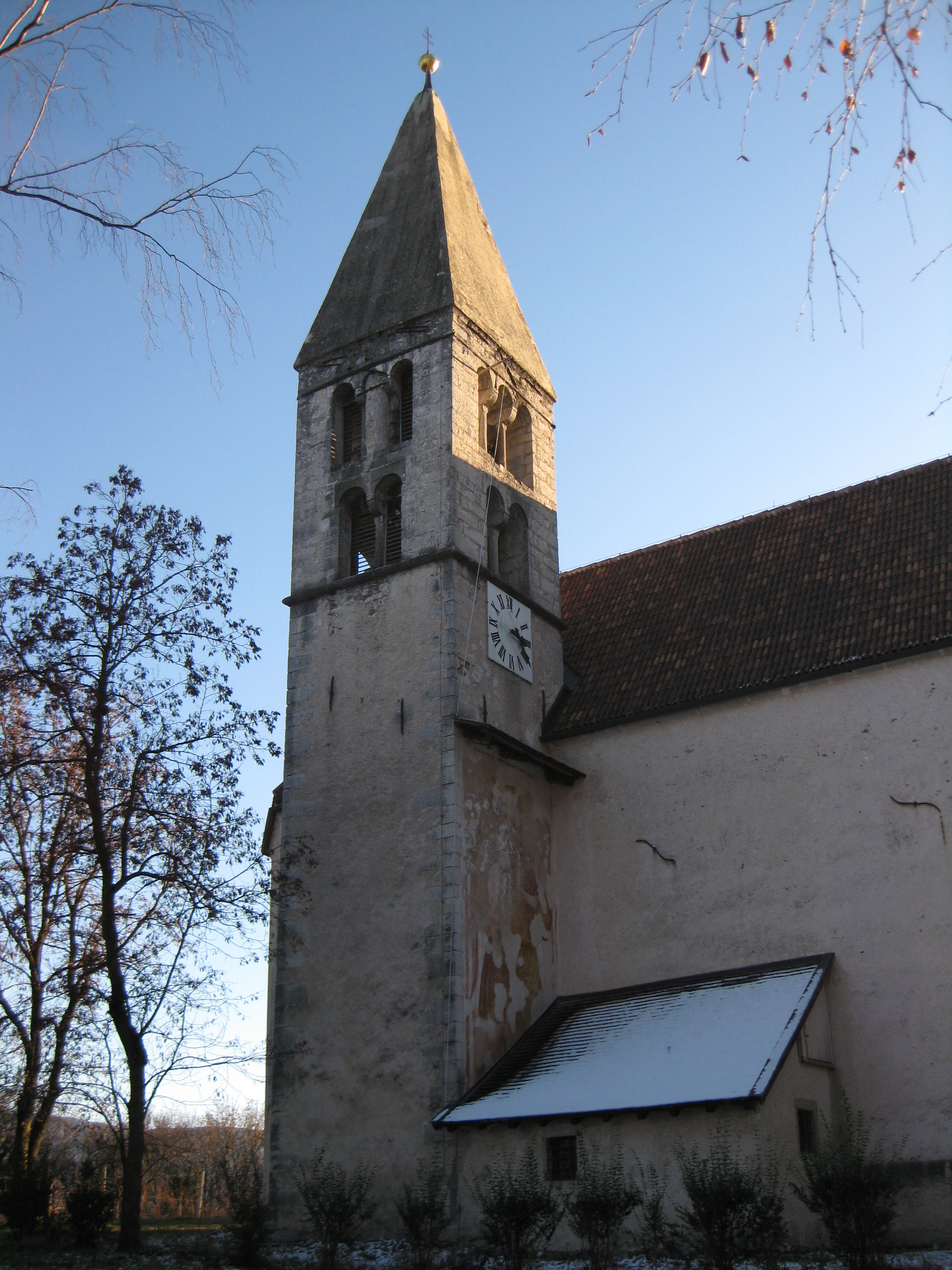
Kirche St. Georg in Graun

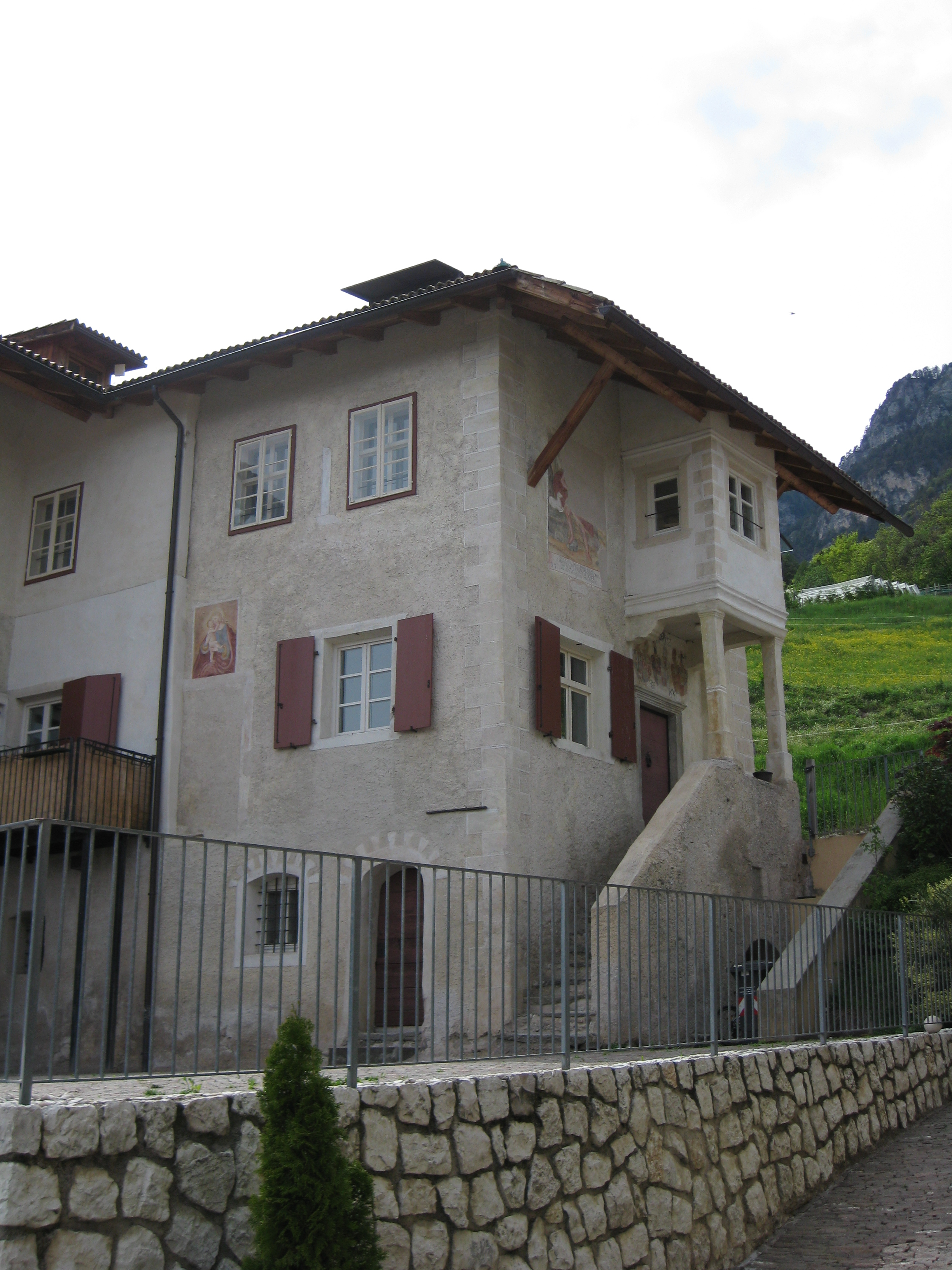
Pfarrwidum in Graun

Von der einstmaligen Burg Graun auf einer Hügelkuppe südwestlich des heutigen Dorfkerns sind kaum noch Spuren auszumachen. Etwas südlich des Dorfes befindet sich die gotische Kirche St. Georg, ein geschütztes Kulturgut. Im eigentlichen Ort gelegen und ebenfalls unter Denkmalschutz steht das Pfarrwidum mit der Kapelle St. Simon und Juda. Der im Kern mittelalterliche Bau wurde im 17. Jahrhundert umgebaut.